# 乐山大轰炸
乐山大轰炸是第二次世界大战太平洋战争中日本帝国对中華民國四川省乐山县（今四川省乐山市前身）的两次战略轰炸。两次轰炸分别发生于1939年8月19日和1941年8月23日，第一次轰炸极其惨烈，又称乐山8·19大轰炸。

## 轰炸背景
自南京沦陷，国民政府迁都重庆以后，中华民国政府向西南腹地转移，日军随即对陪都重庆进行了一系列的轰炸。乐山和四川首府成都一样，被日本方面认为是国军继续撤退的选择，所以对成都和乐山均进行了类似于重庆大轰炸一样的轰炸行动。

## 影响
轰炸造成乐山城三分之一被毁，4000余人丧生。